# Listă cu persoane care au făcut poliție politică în România
Această listă conține persoane despre care CNSAS a declarat că au făcut poliție politică.

## A
- Andrei Andreicuț, mitropolit[1][2]

- Marius Badea, revoluționar[3]
- Francisc Bárányi, deputat UDMR, ministru al Sănătății[4]
- Constantin Bălăceanu-Stolnici, om de știință, medic neurolog, membru de onoare al Academiei Române[5][6]
- Dan Berindei, istoric, vicepreședinte al Academiei Române [7]
- Ion Besoiu, actor[8][9][10]
- Andrei Blaier, regizor[11]
- Marcel Brândușan, comisar-șef la Serviciul Independent de Informații și Protecție Internă[12]
- Gianu Bucurescu, fost ofițer al Securității[13]

## C
- Liviu Câmpanu, deputat și senator PNL[14]
- Petru Ciubotariu, judecător la Curtea de Apel Iași[15]
- Irinel Columbeanu, om de afaceri[16]
- Andrei Corbea Hoișie, diplomat, filolog, germanist, pedagog[17]
- Nicolae Corneanu, mitropolitul Banatului[18]
- Casian Crăciun, arhiepiscop de Galați[19]
- Ion Coja- profesor universitar,filolog,scriitor

## D
- Mihai Darie, fost ofițer al Securității, consilier, membru PSD al Consiliului Județean Botoșani[20]
- Ștefan David, fost ofițer al Securității, senator PRM[13]
- Ștefan Augustin Doinaș, poet, eseist, traducător, academician[21]
- Gheorghe Dumitrache, fost ofițer al Securității, ofițer SRI[22]

## F
- Laszlo Fazakaș, deputat UDMR[23]
- Doinița Florea, director adjunct în MAE[24]

## G
- Grigore Todoran Pastor, Penticostal din Baia Mare[25]

## H
- Ionel Hoța, revoluționar[26]

## I
- Mircea Ionescu Quintus, scriitor-membru al Uniunii Scriitorilor din România, avocat în Baroul Prahova, politician (fost președinte al Partidului Național Liberal), veteran de război cu gradul de maior [23]

## J
- Constantin Jipa, fost ofițer de Securitate[27]

## K
- Hans Klein, consilier local, preot[28]

## L
- Sergiu Lungu, primar la Dorohoi[29]
- Sergiu Lupașcu, judecător[30]

## M
- Andrei Marga (politician, colaborator al securității, a făcut poliție politică, confirmat prin Sentința definitivă nr. 3507/2014)[31]
- Ion Manea[32]
- Tudor Măchițescu, revoluționar[33]
- Ilie Merce, fost ofițer al Securității, deputat PRM[4]
- Stoica Meteleanu, lucrător al Televiziunii Române[34]
- Vasile Moș, judecător[35]
- Monica Muscă, profesor, deputat PNL, politician[36]

## N
- Petre Naidin, deputat PDSR[23]
- Mircea Negrău, deputat PNȚCD[23]
- Mihai Negură, membru PDL al Consiliului Județean Neamț[37]

## O
- Fănică Orzan, ofițer acoperit al Securității, funcționar diplomatic, lucrător al Televiziunii Române, ofițer SRI, profesor la Academia de Poliție[38]

## P
- Dan Puric, actor
- Alexandru Paleologu, scriitor, eseist, critic literar, diplomat, om politic[23]
- Manole Pavel, membru PDL al Consiliului Județean Vâlcea[39]
- Viorel Petcu, manager al Spitalului Municipal Bârlad[40]
- Vladimir Petercă, preot romano-catolic, rector al Institutului Teologic Romano-Catolic din București
- Beniamin Poplăcean, Pastorul Bisericii Baptiste Betania[41]

## R
- Octavian-Claudiu Radu, deputat al Alianței DA, om de afaceri[4]
- Emil Roman, deputat PUNR[23]
- Ioan Aurel Rus, preot ortodox, politician, senator PRM[42]

## S
- Vasile Sălăgean, revoluționar[43]
- Mihai Sămărghițan, preot ortodox, consilier județean PSD la Sibiu.[44] În anul 2011 preotul Mihai Sămărghițan a primit din partea Curții de Apel București verdictul că nu a colaborat cu Securitatea.[45]
- Victor Alexandru Schmidt, om de afaceri, președinte al Consiliului de Administrație al Transgaz[46]
- Tudor Stafie, primar la Huși[47]
- Gheorghe Stoica, preot ortodox, consilier local PSD la Constanța[48]
- Eugen Stoleriu, revoluționar[49]

## T
- Ștefan Tcaciuc, deputat al Uniunii Ucrainenilor din România[4]

## U
- Eugen Uricaru, scriitor, traducător, funcționar diplomatic, președinte al Uniunii Scriitorilor din România, director al postului de radio România Cultural[50]
- Marius Ursaciuc, primar la Gura Humorului[51]

## V
- Emanuel Valeriu, director general al Televiziunii Române[52]
- Sabin Varodi, revoluționar[53]
- Attila Veres Kovács, preot reformat[54]
- Dan Voiculescu, politician, om de afaceri, fost senator PC[55][56]

## Z
- Pimen Zainea (IPS Pimen Suceveanul) [57]
- Dan Dumitru Zamfirescu, deputat PRM, europarlamentar[58]
- Andrei Zeno, fost ofițer al Securității, deputat PRM[13]